# Töttösi-erdő
Töttösi-erdő este o arie protejată (arie specială de conservare — SAC, sit de importanță comunitară — SCI) din Ungaria întinsă pe o suprafață de 1.189,15 ha, integral pe uscat.

## Localizare
Centrul sitului Töttösi-erdő este situat la coordonatele 45°53′56″N 18°32′04″E / 45.898889°N 18.534444°E.

## Înființare
Situl Töttösi-erdő a fost declarat sit de importanță comunitară în mai 2004 pentru a proteja 2 specii de animale. Situl a fost protejat și ca arie specială de conservare în februarie 2010.

## Biodiversitate
Situată în ecoregiunea panonică, aria protejată conține 3 habitate naturale: Păduri panonice-balcanice de stejar turcesc - stejar sesil, Păduri ilirice de stejar și carpen (Erythronio-Carpinion), Păduri aluvionare cu Alnus glutinosa și Fraxinus excelsior (Alno-Padion, Alnion incanae, Salicion albae).
La baza desemnării sitului se află mai multe specii protejate:
- amfibieni (1): buhai de baltă cu burta roșie (Bombina bombina)
- nevertebrate (1): rădașcă (Lucanus cervus)

Pe lângă speciile protejate, pe teritoriul sitului au mai fost identificate 1 specie de plante.